# Smíchovská střední průmyslová škola a gymnázium
Smíchovská střední průmyslová škola a gymnázium je střední škola sídlící v Praze na Smíchově. Byla založena roku 1901 a v roce 2024 má 700 studentů. V současné době zde probíhá výuka oborů Informační technologie, Kybernetická bezpečnost a Gymnázia. Od školního roku 2020/2021 byl otevřen nový obor Čtyřleté gymnázium, s důrazem na moderní výuku formou STEM. Studenti se postupně formou volitelných předmětů specializují do různých podoborů, jako například vývoj aplikací, virtuální a rozšířená realita, kybernetická bezpečnost, multimédia, internet věcí, robotika, webové aplikace a další.

## Historie
SSPŠ byla založena v roce 1901 jako teprve druhá technická škola v Praze. Za více než sto let své existence prošla velmi bouřlivým vývojem. Po druhé světové válce se od ní oddělilo elektrotechnické oddělení a vznikla nová střední průmyslová škola Křižíkova. V roce 1990 pod vedením nového ředitele Františka Vincence zahájila výuku informatiky jako jedna z prvních středních škol v České republice v rámci evropského projektu Phare. V této fázi se do výuky začleňuje i dlouhodobá práce žáků čtvrtého ročníku, která vrcholí závěrečnou obhajobou pod názvem Žákovský projekt.
Po nástupu současného ředitele Radko Sáblíka do funkce 1. listopadu 2002 se smíchovská střední škola začala dynamicky rozvíjet. Byl zrušen obor strojírenství a zaveden nový obor, technické lyceum. Systém studentských projektů se změnil a pod názvem Maturitní projekt si studenti mohou sami zvolit témata celoročních prací. Zavedl se institut garanta a poradce, a to několik let předtím, než školský zákon tento typ zápisu umožnil a zavedl se pojem vedoucího a oponenta práce. Kromě toho se absolventi a studenti postupně zapojují do řízení školy, pořádají se kulaté stoly za účasti učitelů, absolventů a studentů, školní projekty a změny ve stylu výuky a interakce se studenty.
Smíchovská škola se v roce 2007 stala jednou z pěti škol připravujících Rámcový vzdělávací program (RVP) pro novou vzdělávací oblast informační technologie. V roce 2017 se SSPŠ opět dala do služeb státu a zahájila výuku a ověřování nové vzdělávací oblasti kybernetická bezpečnost v pilotním režimu, který probíhá pouze na dvou školách v ČR, druhá je v Brně.

## Současnost

Interiér školy

Smíchovská SPŠ a gymnázium v každém ročníku nabízí tři obory vzdělávání – Informační technologie, jednu třídu Gymnázia a jednu třídu Kybernetické bezpečnosti v pilotním režimu. Smíchovská SPŠ a gymnázium ve školním roce 2019/2020 vzdělává 644 studentů, naplněnost školy je 99%. Nejvíce studentů se hlásilo na obor Informační technologie, nejmenší dvojnásobný převis pak zaznamenal obor Technické lyceum. Celkově si Smíchovská SPŠ a gymnázium udržuje vysoký počet přihlášek ve srovnání s ostatními pražskými středními školami nabízejících čtyřleté maturitní obory. Škola byla dle časopisu Forbes v únoru 2018 zařazena mezi osm nejzajímavějších středních škol v Česku.
Na Smíchovské SPŠ a gymnáziu jsou vybudovány moderní laboratoře jako je Fyzikální laboratoř, Kybernetický polygon, Laboratoř virtuální a rozšířené reality, Laboratoř IoT, Laboratoř robotiky či učebny Polytechnického hnízda. Současně vznikají rozsáhlé školní projekty, jako je vývojářské Studio 301 či Mediální dům Preslova, na nichž se podílejí desítky studentů. Ve Studiu 301 jsou vytvořeny unikátní virtuální prohlídky koncentračních táborů Auschwitz I. a Auschwitz II. – Birkenau nebo pevnosti Terezín z roku 1800.
Od roku 2019 dochází ke změně výuky v oboru vzdělávání Informační technologie, kdy si po druhém ročníku mohou studenti vybrat Maturitní výběrový odborný předmět (zaměření), Druhý výběrový odborný předmět, Odborný seminář a téma Studentského projektu, ve kterém již od roku 2014 všichni studenti vytvářejí celoroční práce ve třetím ročníku. Studenti si tak mohou volbou předmětů i tématem celoroční práce sami přizpůsobovat výuku míře svého talentu a zájmu, což je následně označeno Českou školní inspekcí za další silnou stránku školy a za správný počin. Od roku 2019 jsou také zavedeny do výuky předměty Prezentační dovednosti, Výchova k podnikání a IT v praxi. Za ocenění aktivit a zavádění nových prvků do řízení školy je možné brát jmenování ředitele školy Radko Sáblíka ministrem školství v lednu 2019 do osmičlenného expertního týmu, který se podílí na vytváření nové vize českého školství pod názvem Strategie 2030+ a ocenění ředitele školy nejvyšší rezortní medailí ministerstva školství. Studenti a absolventi z Mediálního domu Preslova nadto spolupracují s MŠMT na propagaci vize Strategie 2030+.
Smíchovská SPŠ a gymnázium je vyhledávána studenty především pro mnoho aktivit, do kterých se studenti mohou zapojit nad rámec klasické výuky, pro vysoké zapojení studentů a absolventů do chodu školy, pro vytváření Studentských a Maturitních projektů či pro vznik Startupů přímo ve škole. Rovněž tak pro výuku těch nejmodernějších oblastí IT, jako je kybernetická bezpečnost, kterou škola začala vyučovat jako první střední škola v České republice, Internet věcí, Virtuální a Rozšířená realita, Robotika. Smíchovská SPŠ a gymnázium je nejen v českém středním školství zcela unikátní v tom, kolik a v jakém rozsahu se do chodu školy zapojuje studentů a absolventů. Neuzavírá se však do sebe, organizuje workshopy pro žáky základních škol i seniory, školí české i evropské učitele v rámci projektu SSPŠ ITEC, kdy lektory jsou jak klasičtí pedagogové, tak především absolventi i studenti.

### Moodle
Moodle je uzavřeným systémem, který na škole slouží výhradně pro zaměstnance a studenty školy. Na Moodle jsou interní informace pro pedagogy i pro studenty. Každá třída má svoji elektronickou nástěnku, kde jsou umísťovány informace od učitelů. Další obecnější informace přidávají v rámci nástěnek svých předmětových komisí či konkrétních předmětů.
Významnou součástí Moodle jsou podpůrné studijní materiály. V současné době jsou zde zavěšeny podpůrné materiály prakticky ke všem na škole vyučovaným předmětům. Slouží jak pro podporu výkladu vyučujícího, tak především pro samostudium studentům. Studenti zde nalézt informace o významných písemkách a testech a též zadání domácích úkolů. Systém se také využívá přímo k zadávání úkolů pedagogem a následnému zavěšování jejich vyhotovení studenty.
Součástí Moodle je také archiv maturitních projektů, který může být jak inspirací při hledání námětů pro studenty třetích ročníků, tak také v některých případech i zajímavým studijním materiálem.

### Skripta
Škola poskytuje nad rámec Moodle i veřejně přístupná individualizovaná školní skripta, která jsou uzpůsobena výuce na škole. Aktuálně skripta skýtají výuku programovacího jazyka C#, hardwaru a JavaScriptové knihovny React. 

## Specializovaná pracoviště

### Kybernetický polygon

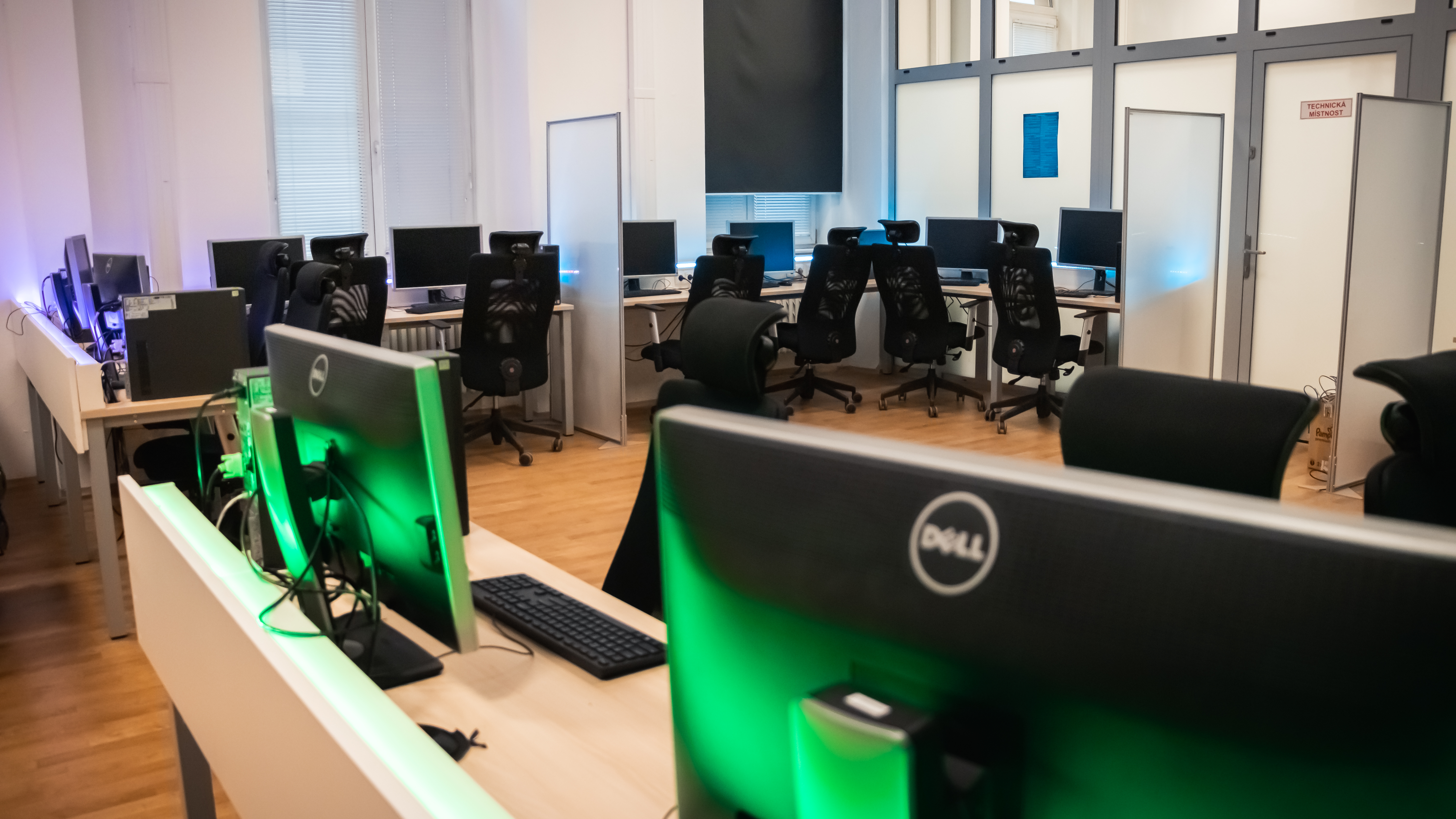
Kybernetický polygon

V roce 2017 vznikl v rámci příprav na nově vyučovaný obor Kybernetická bezpečnost speciální polygon, prostor s počítači za mobilními stěnami, kde se Kybernetická bezpečnost vyučuje. Autory jsou dva bývalí studenti školy David Sýkora a Nathan Němec, nyní vyučující.

### Laboratoř VR
Od roku 2018 se ve škole nachází laboratoř virtuální reality. Nazývá se Studio 301, což je odvozeno od čísla učebny, ve které se Laboratoř virtuální a rozšířené reality nachází. Laboratoř virtuální a rozšířené reality vybudoval absolvent a učitel Igor Žmajlo, vznikla ještě dříve, než si ji zřídili na Českém institutu informatiky, robotiky a kybernetiky při ČVUT. Se svými 18 stacionárními a 5 přenosnými pracovišti byla v době vzniku největší ve střední Evropě.

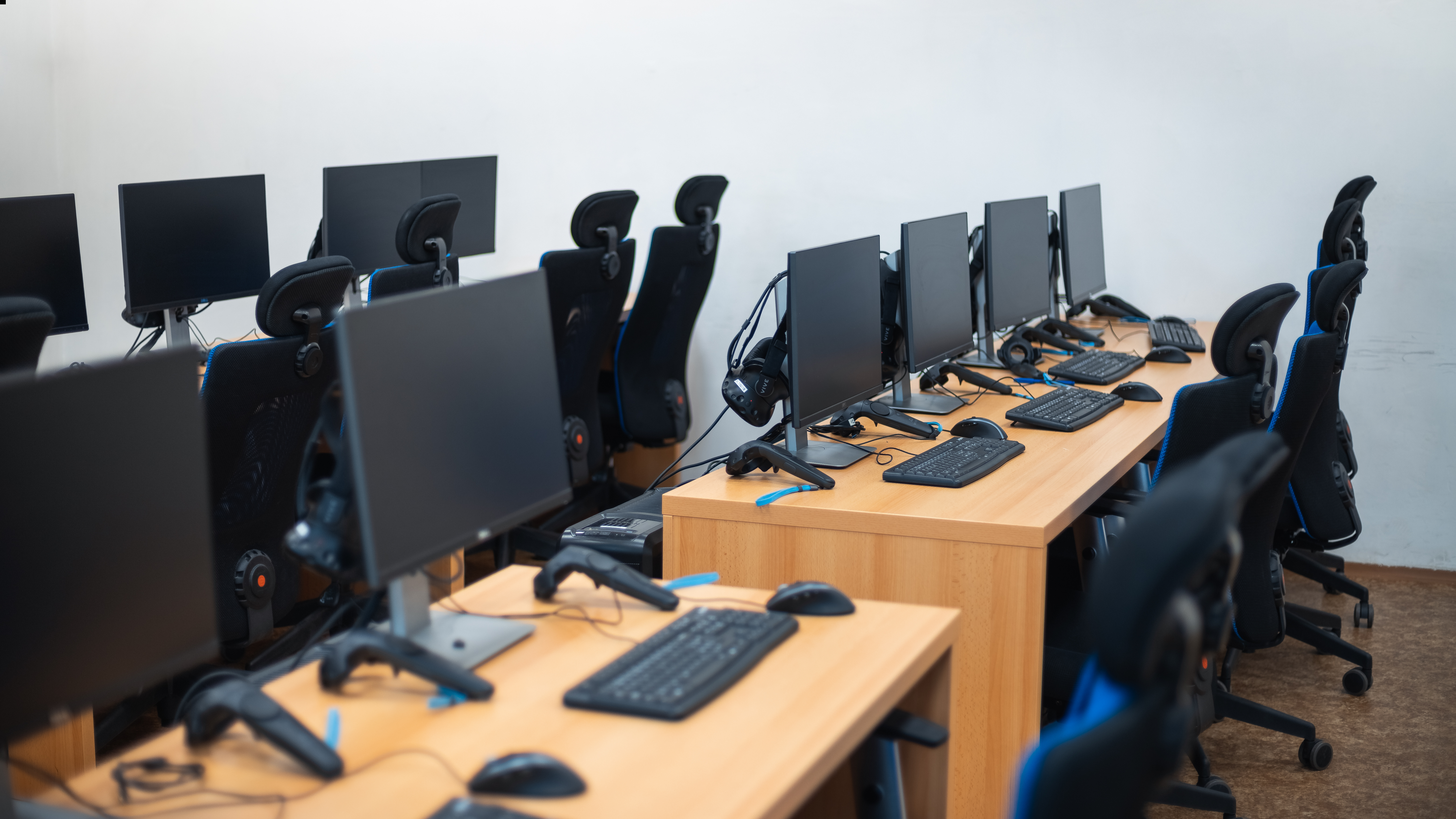
Laboratoř virtuální reality

V rámci Studia 301 pracují studenti na mnoha projektech, ať již školních či osobních, vytvářejí virtuální prohlídky různých míst, tvoří počítačové hry. Také však v laboratoři probíhají výukové semináře; v nich se zájemci, především z nižších ročníků, seznamují s modelováním a programováním pro tvorbu konkrétních aplikací. Členové Studia 301 se zapojují i do vzdělávání učitelů, českých i zahraničních. 

### Laboratoř IoT
Jde o jednu z prvních laboratoří internetu věcí v ČR, jejíž součástí je chytrý dům. Ten v nové laboratoři, pod vedením Jana Tesaře, umožňuje s pomocí senzorů regulovat osvětlení, ventilaci a další rozvody. Laboratoř vznikla díky dotaci od magistrátu. Partnerem projektu IoT je Centrum města budoucnosti Českého institutu informatiky, robotiky a kybernetiky při ČVUT.

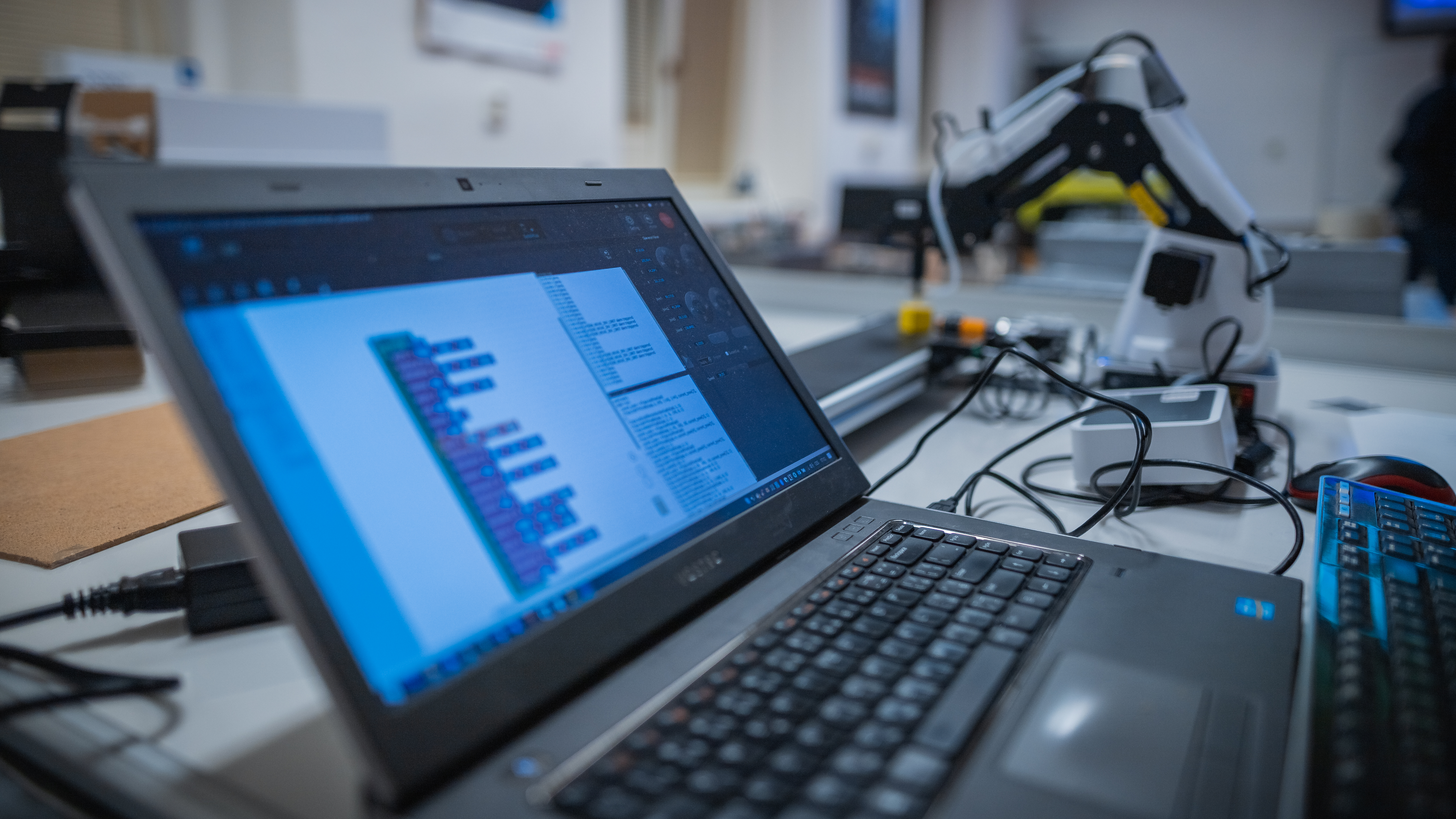
Laboratoř robotiky

### Mediální dům Preslova
Od jara 2019 Mediální dům Preslova spolupracuje s Ministerstvem školství, mládeže a tělovýchovy na propagaci vytváření vize českého školství s názvem Strategie 2030+. V rámci toho byly natočeny reportáže z některých akcí, rozhovory s osobnostmi. V listopadu 2019 zajistil Mediální dům Preslova „na klíč“ konferenci ke Strategii 2030+, která se konala v prostorách Nové radnice v Praze. Pořídil záznam z celého průběhu konference, reportáž z akce a rozhovory s hlavními aktéry, na čele s ministrem školství. Došlo zároveň k dohodě, že Mediální dům Preslova bude i do budoucna partnerem MŠMT při propagaci Strategie 2030+.
Tento projekt je otevřený, mohou se do něho zapojit nejen všichni zaměstnanci, absolventi a studenti Smíchovské SPŠ a gymnázia, ale také další pražské i mimopražské střední školy či jednotlivci. Probíhají jednání s různými organizacemi o spolupráci. Záměrem je vytvořit Mediální dům, ve kterém budou zprávy tvořit výhradně středoškolští studenti, který se bude přednostně zabývat českým školstvím, ale také využitím i možným zneužitím moderních technologií, celospolečenskými tématy.
Záměrem je také v novém Mediálním studiu organizovat pravidelné debaty o českém školství, a zvát k nim nejen osobnosti z této oblasti, akademiky, politiky, ale rovněž učitele a studenty. Umožnit jim sdělit svoje názory veřejnosti, vést polemiku mezi sebou, ale i s dalšími aktéry ve vzdělávání.

## Další aktivity školy
Nad rámec běžné výuky škola poskytuje široký prostor certifikacím, ať už z oblasti počítačových sítí od společnosti Cisco CCNA, ze sféry kancelářského balíku Office Microsoft Office Specialist nebo návrhářského systému Autodesk Inventor. Ve škole působí i Klub mladého diváka, který zprostředkovává za výhodnou cenu návštěvy divadelních představení v pražských divadlech.

### Studentský klub
Škola disponuje studentským klubem, kde mohou studenti na výkonných počítačích pracovat na nejrůznějších projektech v profesionálním vývojovém a grafickém softwaru. Dále je k dispozici herna s herní konzolí s různými herními tituly. Součástí Studentského klubu je i studovna, která je od zbytku klubu oddělena.

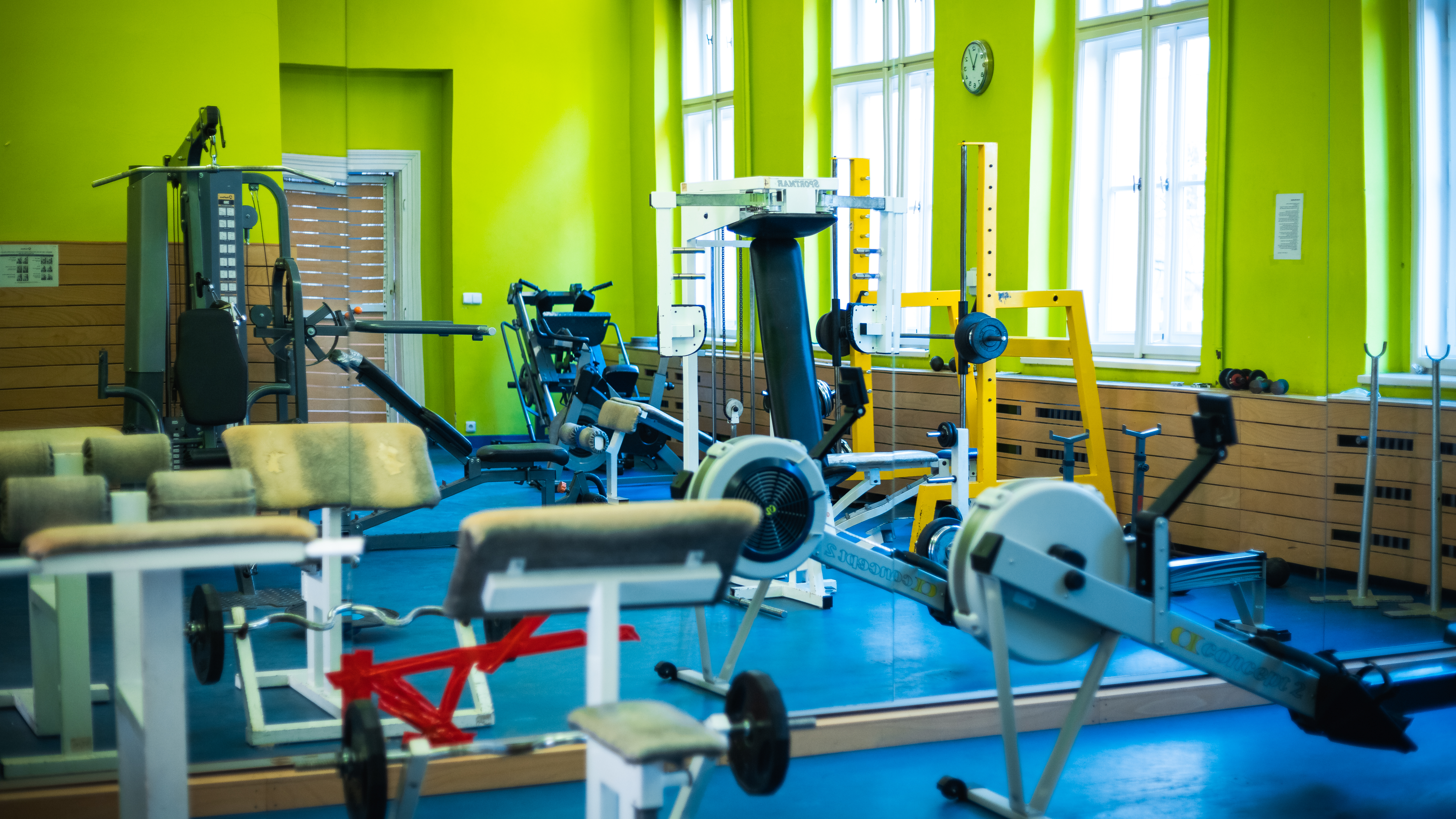
Posilovna

### Studentská laboratoř
Studentská laboratoř byla založena studentem Smíchovské SPŠ a gymnázia Petrem Štěpánkem, který laboratoř vede dodnes, v roce 2017. Mohou se zde scházet a bádat nad svými projekty, mohou zde na nich pracovat, ale také se zde mohou setkávat se svými kolegy z celé České republiky, s nimiž se potkávají na různých soutěžích, festivalech a podobně. Mohou spolupracovat na svých Startupech, vzájemně se podporovat. Na některých projektech studentů Smíchovské SPŠ a gymnázia spolupracují i studenti jiných středních škol.

### Audiovizuální studio
Audiovizuální studio funguje ve škole již od října 2008. Studio je často modernizováno a poskytuje tak studentům velmi kvalitní zázemí pro stále náročnější audiovizuální experimenty. V pozdějších odpoledních a večerních hodinách využívají studenti hudební zkušebnu, je zde mixážní pult a střihací studio. Což zakoupila škola. Nechybí však ani vybavení pro hudebníky, bicí souprava, zakoupená na žádost studentů z prostředků Rady rodičů.
Prostory audio video studia využívají pochopitelně studenti, kteří vytvářejí internetové zpravodajství o škole. Ale je vhodné pro mnohé maturitní projekty, jejichž obsahem je práce s videem, kdy si zde studenti mohou natočit rozhovory aj.

### Studentský spolek
Ve škole působí více studentských spolků, ale dominantním je Studentský spolek SSPŠ. Studentský spolek SSPŠ, rozvíjí další vzdělávání studentů o různé přednášky a workshopy. Spolek pořádá akce za účelem dalšího vzdělávání, mezi jeho aktivity patří návštěvy firem nebo jiných organizací, zájezdy do zahraničí, organizace studentských voleb a dalších společenských akcí.